# House Party (videojuego)
House Party es un videojuego desarrollado y publicado por el estudio estadounidense Eek! Games en plataformas de distribución digital para Microsoft Windows. El juego se lanzó oficialmente con su salida del acceso anticipado el 15 de julio de 2022. El lanzamiento del acceso anticipado del juego fue un éxito; según el desarrollador, el juego vendió más de 30,000 copias en las primeras semanas, y 300,000 ventas totales durante el primer año. Hasta febrero de 2022, el juego había vendido más de 800,000 copias en todo el mundo. Debido a su fuerte contenido y temática sexual, Twitch bloqueó a los usuarios la transmisión de secuencias de juego del título, independientemente de la versión del juego que se estuviera jugando.

## Jugabilidad
El juego comienza con una escena introductoria que muestra al personaje del jugador recibiendo un mensaje de su amigo Derek o Brittney, dependiendo del sexo elegido del personaje del jugador, con una invitación a una fiesta en casa a la que su amigo está asistiendo. Tras llegar a la fiesta a través de una aplicación de transporte compartido, el jugador tropieza y deja caer su teléfono, rompiendo su pantalla. A continuación, recoge su teléfono y entra por la puerta principal de la casa, en la que se está celebrando la fiesta.
Al entrar, el jugador puede conversar con cualquiera de los invitados de la fiesta utilizando un menú de conversación desplegable para seleccionar una opción de diálogo o una acción. El jugador puede recibir "Oportunidades" de estos invitados, que implican objetivos que el jugador puede resolver recogiendo, hablando o utilizando objetos. Completar estos objetivos afectará positiva o negativamente a su disposición con los invitados en cuestión. Algunas "Oportunidades" son similares a una línea de búsqueda, con lo que completar una dará al jugador acceso a una nueva que le permitirá aumentar aún más su disposición con el personaje que da la oportunidad. Al completar una cadena de oportunidades para un personaje en particular, el jugador puede ser capaz de participar en actividades sexuales explícitas con dicho personaje. Debido a la naturaleza ramificada de estas oportunidades que pueden cortar las oportunidades con otros personajes, no todas ellas pueden ser completadas en una sola partida del juego, fomentando la rejugabilidad. Además, Eek! Games ofrece herramientas en su página web para crear una historia personalizada que incluya diálogos completos, interacciones y la lógica que dicta cómo transcurre la noche del jugador e importarla al juego.

## Desarrollo
En julio de 2018, el juego fue retirado de la venta en Steam después de una serie de quejas sobre el contenido del juego, House Party está ahora disponible en dos versiones diferentes, el juego base está clasificado como "Maduro" a través de Steam, en el que las escenas de sexo están censuradas con barras negras. Hay un DLC complementario de contenido explícito clasificado como "Sólo adultos" (satisfaciendo el acuerdo de términos de servicio de Steam) que elimina la censura.
En 2018, Eek! Games organizó un concurso para invitar a los miembros del público a realizar una audición para ser incluidos como parte del juego con la comunidad de jugadores para votar por su favorito. De entre los participantes, se seleccionarían dos ganadores, uno masculino y otro femenino. El 2 de noviembre de 2018, se anunció que la streamer e influencer "Lety Does Stuff" y los miembros de Game Grumps, Arin Hanson y Dan Avidan, fueron seleccionados como ganadores.
En 2022, se anunció una expansión que llegaría como DLC, titulado Doja Cat Expansion, que incluye a la cantante Doja Cat como personaje invitado, así como nuevas misiones, entre otros contenidos.

## Recepción
Debido a la naturaleza controversial del juego, fue rápidamente popularizado por streamers de juegos e influencers como Game Grumps, PewDiePie, Jacksepticeye, NerdCubed, MattShea y otros.
El juego tiene una calificación muy alta en Steam, con un 87% de calificación general "muy positiva" a partir de noviembre de 2019.
El juego hasta ahora tiene pocas reseñas por parte de los críticos, John Walker de Rock, Paper, Shotgun nombró el juego como "Peor juego del año" para 2017, citando problemas de misoginia. Mark Steighner, de Darkstation, criticó el juego por ser "una visión juvenil de la sexualidad, la blasfemia liberal y la cosificación de las mujeres".